# Termodynamisk jämvikt

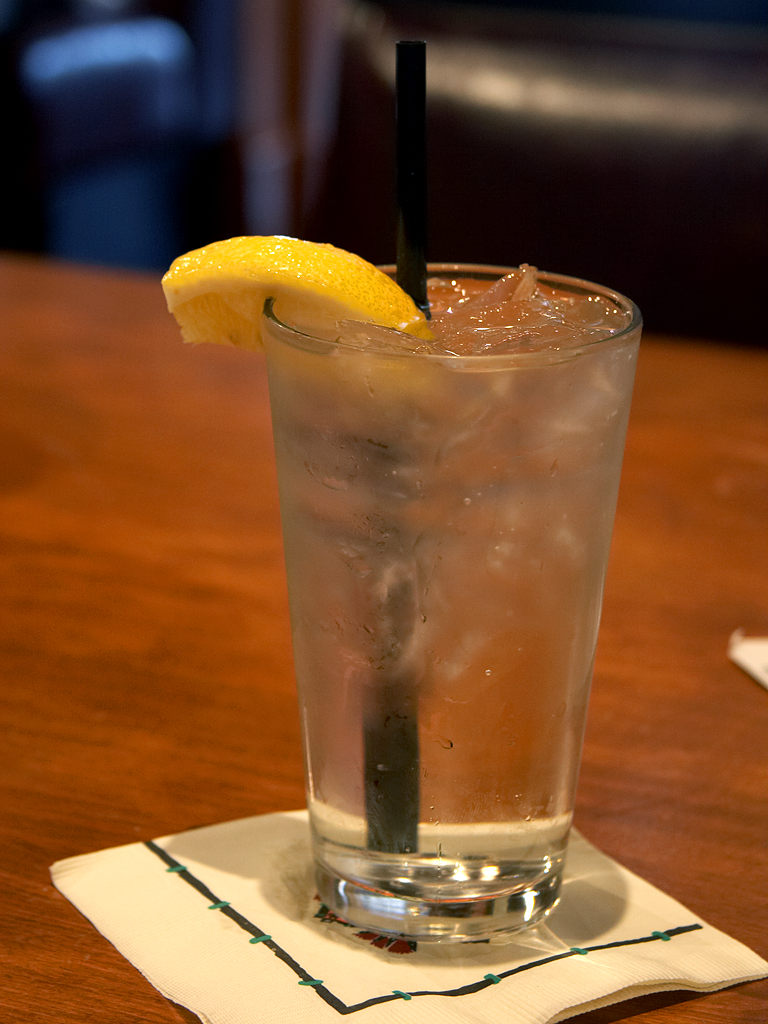
Vid 0 °C är is i termodynamisk jämvikt med vatten.

Termodynamisk jämvikt har uppnåtts när alla kontraster eller termodynamiska potentialer är utjämnade, som t.ex. när en gas har samma temperatur som sin omgivning, och all turbulens i gasen har upphört. Gasen kan man se som att den befinner sig i en slags makroskopisk vila. Detta innebär att den inre energin är konstant och därmed oföränderlig.
Jämviktstillståndet orsakas av att partiklar (till exempel molekyler och atomer) ständigt kolliderar med varandra och väggarna (omgivningen), och på så sätt överför sin kinetiska energi tills  entropin är maximal.